# Brazzaville
Brazzaville (рус. Браззави́ль) — американская инди-группа, названная в честь столицы Республики Конго. Организована в 1997 году в США, её лидером стал выступавший с Беком в качестве саксофониста Дэвид Браун.

## История
Изначально была американским септетом, но после переезда основателя группы Дэвида Брауна в Испанию главным составом стал американо-испанский квартет.
В 2006 году был выпущен альбом «East L.A. Breeze», включающий песню Star Called Sun, которая является кавером на песню группы «Кино» «Звезда по имени Солнце» (1987).
7 мая 2009 года на официальном сайте группы появилось сообщение о прекращении существования группы и начале сольной карьеры Брауна. Однако 23 июня 2009 там же Дэвид заявил, что Brazzaville продолжит существование параллельно с его сольными выступлениями.
В 2009 году группа Brazzaville записала кавер-версию песни Олега Кваши «Зеленоглазое такси» на английском языке под названием «Green Eyed Taxi». Первая презентация песни состоялась в Зеленоградском детском доме.
В 2010 году группа приняла участие в международном фестивале этнической музыки «Голос кочевников» в Бурятии.
В 2013 году группа презентовала два новых проекта: со струнным квартетом и новый альбом «Morro Bay». В этом же году Дэвид Браун сотрудничает с группой The Uchpochmack Земфиры Рамазановой. Часть композиции Mistress солист Brazzaville исполняет на русском языке.
В 2014 году выпущен сингл Robot, который был записан совместно с Земфирой и АлоэВера, позже вышедший на альбоме The Oceans of Ganymede (2016). На композицию выпущен клип

## Состав группы
- Дэвид Артур Браун — автор песен, вокал, голос, акустическая гитара, гитара
- Кенни Лайон — гитара
- Ричи Алварез — клавишные
- Пако Хорди — гитара, бэк-вокал
- Брэди Линч — бас-гитара
- Дмитрий Швецов — ударные

## Дискография

### Альбомы
- 2002 (South China Sea, 1998)
- Somnambulista (South China Sea, 2000)
- Rouge On Pockmarked Cheeks (South China Sea, 2002)
- Hastings Street (Zakat, 2004)
- Welcome to... Brazzaville (Web of Mimicry, 2004), (Zakat, 2005) — сборник лучших песен, включающий треки с первых четырёх альбомов
- East L.A. Breeze (Zakat, 2006)
- 21st Century Girl (2008)
- Brazzaville in istanbul (2010) — запись концерта в Стамбуле
- Jetlag Poetry (2011)
- Welcome to Brazzaville II (Zakat, 2012) — сборник лучших песен
- Morro Bay (2013)
- The Oceans of Ganymede (2016)
- Dream Sea (2018)
- Sheila's Dream (2020)

### Видеоклипы
- Foreign Disaster Days (2005)
- Jesse James (2006)
- Star Called Sun (2006)
- Peach Tree (2006)
- Bosphorus (2006)
- The Clouds in Camarillo feat. Minerva (рус. Вершина мира) (2007)
- Girl From Vladivostok (Devushka From Vladivostok) (2009)
- Anabel 2 (2011)
- Rather Stay Home (2011)
- Boeing (2012)
- Barcelona (2012)
- Robot (2016)

## Интервью
- (Марина Седнева) Солист группы Brazzaville Дэвид Браун о России, смерти и роботах // ИА «ЯРКУБ» (май 2016)